# Walter Rütt

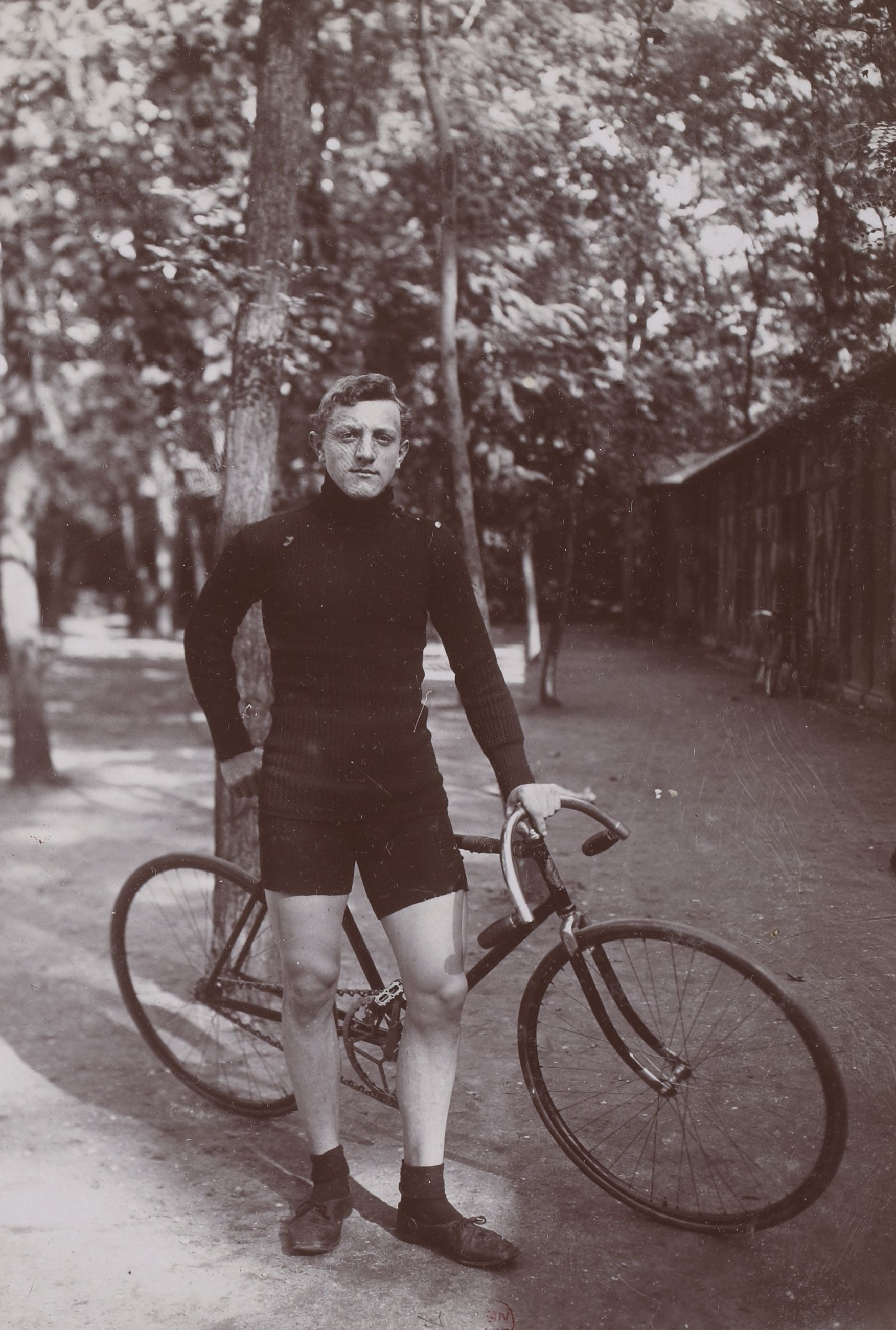
Walter Rütt.

Walter Rütt, född 12 september 1883 i Morsbach vid Aachen, död 23 september 1964 i Berlin, var en tysk tävlingscyklist. Han var var årtiondet före första världskriget Tysklands främste bancyklist och en av världens förnämsta sexdagarsspecialister.
Rütt vann världsmästerskapet i sprint för professionella 1913 och Grand Prix de Paris samma år samt New Yorks sexdagars med John Stol 1907, med Jack Clark 1909 och tillsammans med Joe Fogler 1912. Rütt var under 1920-talet under några år ledare för sexdagarsloppen och senare ägare av en cykelbana i Berlin och därefter tysk rikstränare där. Sonen Oscar Rütt blev professionell 1926 och var omkring 1930 en av Tysklands bästa sprintercyklister.

## Meriter
| 1907 Trea i sprint 1909 Trea i sprint 1910 Trea i sprint 1913 Världsmästare i sprint 1902 Tvåa i sprint | 1907 Vinnare av New Yorks sexdagars med John Stol 1909 Vinnare av New Yorks sexdagars med Jackie Clark 1910 Vinnare av Berlins sexdagars med Jackie Clark 1911 Vinnare av Berlins sexdagars med John Stol Vinnare av Frankfurts sexdagars med John Stol 1912 Vinnare av Berlins sexdagars (februari) med John Stol Vinnare av Berlins sexdagars (mars) med John Stol Vinnare av New Yorks sexdagars med Joe Fogler 1925 Vinnare av Berlins sexdagars (januari) med Émile Aerts |